# Bielefelder SK
Der Bielefelder SK  ist ein Schachverein aus Bielefeld in Nordrhein-Westfalen. Der Verein spielte drei Jahre lang in der Bundesliga. Er gehört außerdem zu den ältesten Schachvereinen Deutschlands.

## Geschichte
Der Verein wurde im Jahre 1883 gegründet. 1958 erreichte der Bielefelder SK die Endrunde der Deutschen Mannschaftsmeisterschaft und belegte dort den vierten und letzten Platz. Im Jahre 1990 schloss sich der Schachverein Rochade Bielefeld dem Bielefelder SK an. Der SV Rochade spielte bereits in der Saison 1988/89 in der Bundesliga, verpasste aber den Klassenerhalt. 1990 gelang der direkte Wiederaufstieg. Das Spielrecht sowie ein Großteil der Spitzenspieler spielten fortan für den Bielefelder SK. In der Saison 1990/91 konnte der Bielefelder SK als Achter die Klasse sicher halten. Ein Jahr später belegten die Bielefelder als Dreizehnter zwar eigentlich einen Abstiegsplatz, profitierten aber vom Rückzug des Konkurrenten FTG Frankfurt und durften damit eine weitere Saison in der Bundesliga spielen. Als Tabellenletzter stieg der Bielefelder SK 1993 chancenlos ab, erreichte allerdings in der gleichen Saison zum bislang einzigen Mal die Endrunde des Deutschen Mannschaftspokals.
Auf einen Start in der zweiten Bundesliga 1993/94 verzichteten die Bielefelder und zogen ihre Mannschaft direkt in die Oberliga NRW zurück. In der Saison 2022/23 hat der Bielefelder SK fünf Seniorenmannschaften, von denen die erste in der NRW-Liga spielt und sechs Jugendmannschaften in verschiedenen Altersstufen.

## Persönlichkeiten
- Alexander Bangiev
- Reinhard Baumhus  R
- Werner Beckemeyer
- Gisela Fischdick  R
- Igor Wladimirowitsch Glek
- Ludger Keitlinghaus  R
- Helmut Nöttger
- Peter Panzer
- Petar Popović  R
- Wolfgang Richter
- Rüdiger Seger